# 佐杜洛夫斯基的沙丘
《佐杜洛夫斯基的沙丘》（英語：Jodorowsky's Dune）是一部由 Frank Pavich 执导的2013年美国纪录片，讲述1970年代中期智利裔美国导演亞歷山卓·尤杜洛斯基试图将法蘭克·赫伯特所著的科幻小说《沙丘》改编成电影的一次不成功之历程。被《时代杂志》评为年度十大佳片第六名。